# Фурдуєшть (Соходол, Алба)
Фурдуєшть, Фурдуєшті (рум. Furduiești) — село у повіті Алба в Румунії. Входить до складу комуни Соходол.
Село розташоване на відстані 319 км на північний захід від Бухареста, 52 км на північний захід від Алба-Юлії, 69 км на південний захід від Клуж-Напоки, 149 км на північний схід від Тімішоари.

## Населення
За даними перепису населення 2002 року у селі проживали 29 осіб, усі — румуни. Усі жителі села рідною мовою назвали румунську.